# تمسه
تمسه (به عربی: تمسة) یک منطقهٔ مسکونی در لیبی است که در استان مرزق واقع شده‌است.